# Küssow (Adelsgeschlecht)

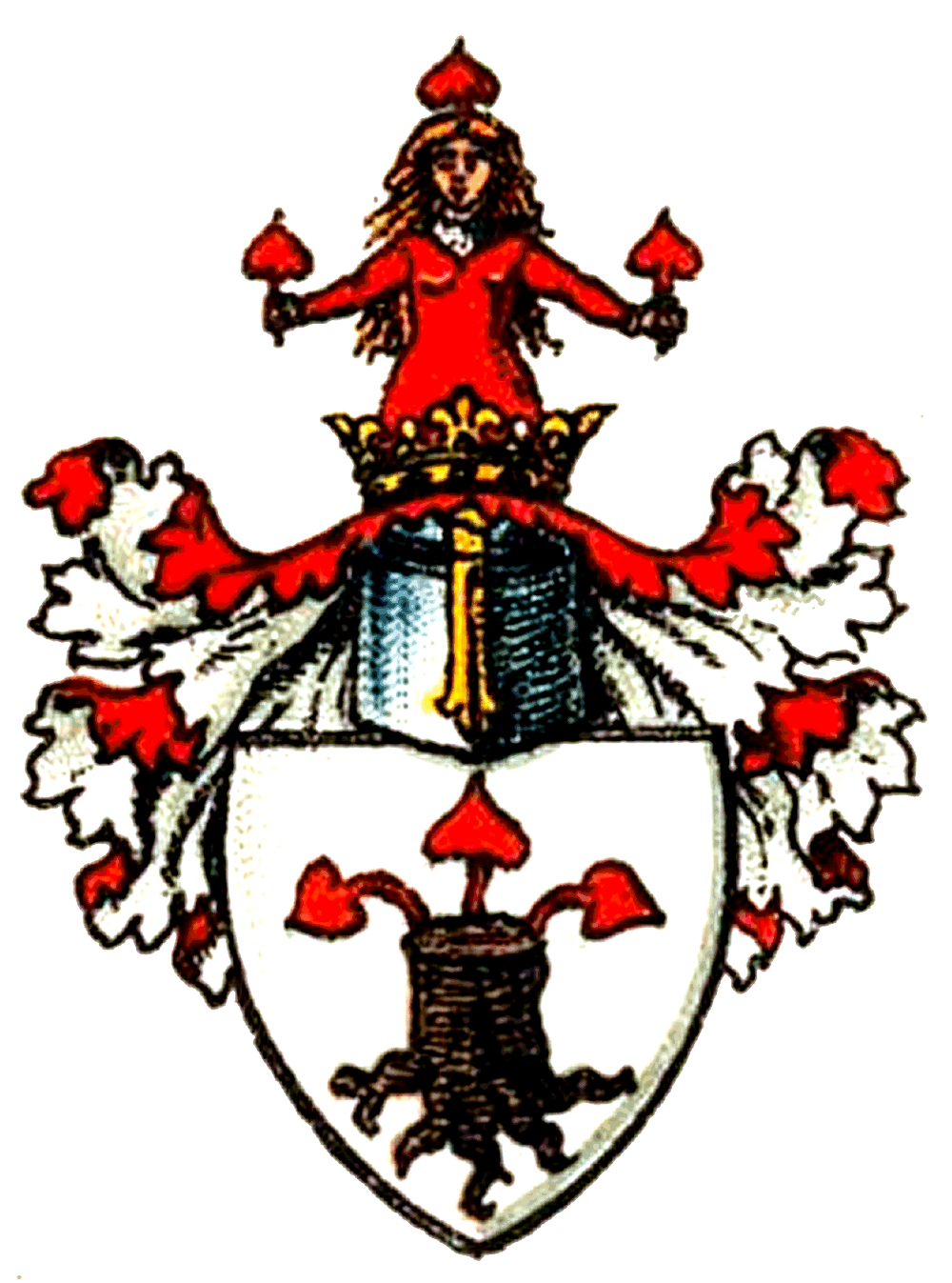
Stammwappen derer von Küssow

Küssow ist der Name eines pommerschen erloschenen Adelsgeschlechts.

## Geschichte
Das Geschlecht wurde mit Nicolaus Küssow im Jahre 1336 zuerst urkundlich genannt. Die durchgängige Stammreihe der Familie beginnt mit dem Rat des Herzog Bogislaws VI. und Erbherrn auf Quitzin und Megow, Heinrich von Küssow († nach 1376).
Erasmus Ernst Friedrich von Küssow (1692–1757), Kurtrierer und dann kaiserlicher Kammerherr am 7. November 1723 in Brandeis an der Elbe mit der Anrede Hoch- und Wohlgeboren in den Reichsgrafenstand gehoben.
Die Vettern Joachim Friedrich von Küssow (1709–1777), königlich-preußischer Regierungsrat sowie Erbherr auf Klein Küssow mit Verchland und Kunow, Joachim Balthasar von Küssow († nach 1752), königlich preußischer Landrat sowie Erbherr auf Kloxin, Hans Wilhelm von Küssow, Carl Wilhelm von Küssow, Erbherr auf Klücken und George Friedrich von Küssow, Majoratsherr auf Quitzin, erhielten am 8. August 1752 die preußische Erlaubnis zur Führung des Grafentitels.
Die an der Nordwand des Chorraumes der Kirche Benz befindliche Grabplatte aus Kalkstein, die das flache Relief des 1586 verstorbenen fürstlichen Kanzlers Jakob von Küssow in einem ritterlichen Gewand zeigt, befand sich ursprünglich über der Gruft des Verstorbenen in der Mitte des Chorraums.

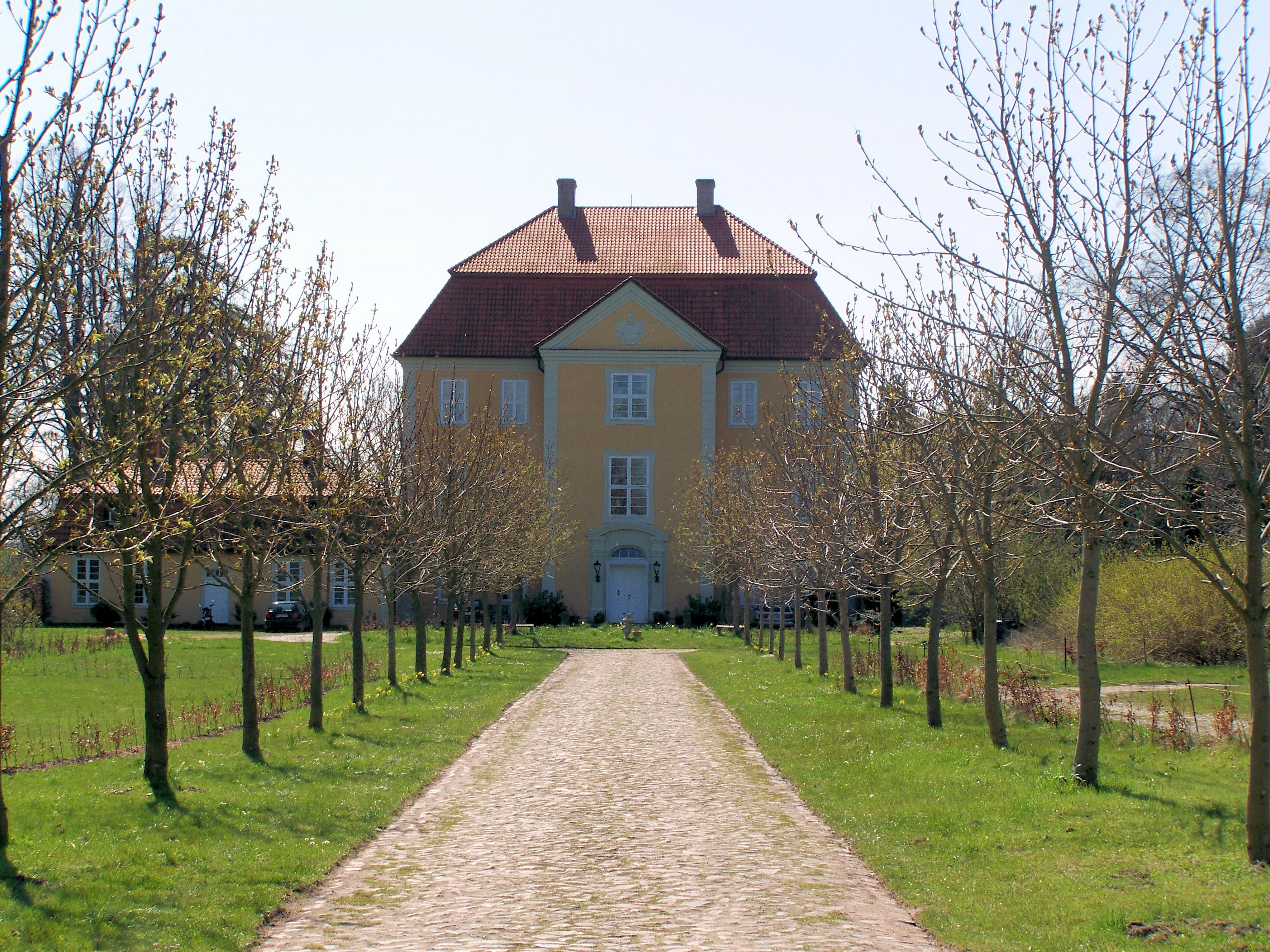
Jagdschloss Quitzin (2008)

Die ausgedehnten Güter der Familie lagen vor allem in den pommerschen Kreisen Pyritz und Grimmen, wozu auch Müggenwalde gehörte. Aber auch in der Neumark etwa mit Trampe im Kreis Soldin bestand langjähriger Grundbesitz. Auch in Mecklenburg soll die Familie über Gutsbesitz verfügt haben, nicht aber über das mecklenburgische Indigenat.
Von den Gütern der Familie ging Klein Küssow mit Verchland und Kunow, deren letzter Besitzer Graf Jochen Friedrich von Küssow († 1777) war, über dessen Tochter Friederike Gottliebe von Küssow an die von Zastrow. Friedrich von Zastrow, Nutzer des von seiner obigen Großtante Friederike von Zastrow, geborene Gräfin von Küssow, errichteten Fideikommiss Verchland mit Klein Küssow, erhielt am 15. August 1801 zu Berlin eine preußische Namensvereinigung mit dem Namen von Küssow als von Zastrow genannt von Küssow. Megow blieb bis 1797 bei den Küssow, fiel dann aber an die von Schöning zurück, welche das Gut auch vor den Küssow besessen hatten. In Quitzin, dem Stammgut der Familie, wurde 1607 für den herzoglich-pommerschen Rat und Kanzler Erasmus von Küssow das barocke Herrenhaus errichtet. Dieses Gut blieb bis zum Tod von Graf Ludwig Julius Erasmus von Küssow († 1824), mit dem das Geschlecht im Mannesstamm erlosch, im Besitz der Grafen Küssow; ein langer Erbschaftsstreit in Wien schloss sich an.

## Wappen
- Das Stammwappen zeigt in Gold (oder Silber) einen entwurzelten schwarzen Baumstamm, aus dem drei rote Blätter wachsen. Auf dem Helm mit rot-goldenen (rot-silbernen) Decken eine wachsende, rotgekleidete und gekrönte Jungfrau, in jeder Hand ein rotes Blatt haltend, ihre Krone mit einem roten Blatt bestückt.
- Das gräfliche Wappen (1723) zeigt im gevierten und mit Herzschild (Stammwappen) belegtem Schild: in den Feldern 1 und 4 in Silber zwei rote Balken, aus dem unteren einwärtswachsend ein gekrönter schwarzer Bär; 2 und 3 in Gold zwei schwarze Schrägrechtsbalken. Drei Helme: Auf dem rechten mit schwarz-silbernen Decken der wachsende Bär, auf dem mittleren die Jungfrau (Stammwappen) und auf dem linken mit schwarz-goldenen Decken ein natürlicher Pfauenstoß. Schildhalter: zwei gekrönte rote Greife.

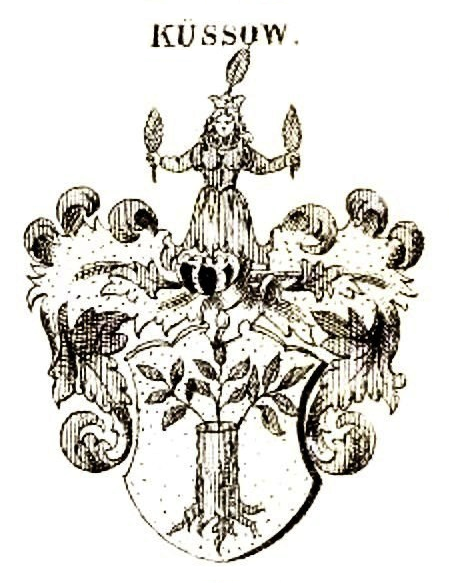
Stammwappen derer von Küssow
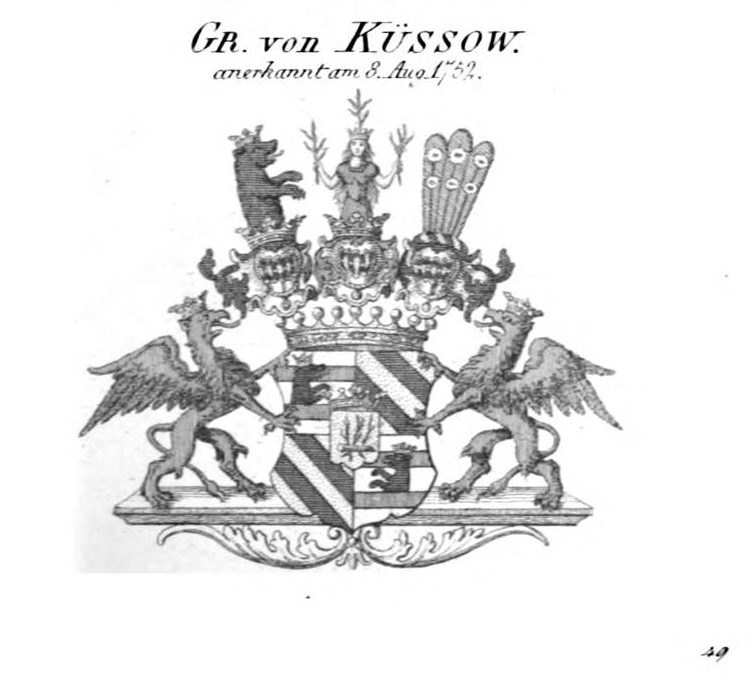
Wappen der Grafen von Küssow

## Angehörige
- Michael Küssow († 1558), 1540–1558 Kämmerer Herzog Philipps I. von Pommern
- Jacob Küssow († 1586), Hofmarschall Herzog Philipps I., Hauptmann von Wolgast und Pudagla
- Christian Küssow (um 1520–1587), Professor der Rechte in Greifswald, pommerscher Rat, Hauptmann von Grimmen und Tribsees, Kanonikus und Kantor am Domstift Cammin
- Georg Küssow († vor 1616), pommerscher Hofmeister
- Erasmus Küssow (1572–1629), pommerscher Kammerherr, Rat, Kanzler, Landrat und Hauptmann von Franzburg, Prälat und Scholastikus am Domstift Cammin
- Christian Ulrich Küssow († 1569), holsteinischer Rat
- Hans Küssow (1613–1662), brandenburgisch-pommerscher Landrat, Prälat und Scholastikus am Domstift Cammin
- Kaspar Ernst von Küssow (1634–1686), brandenburgischer Obrist, Herr auf Klücken und Kloxin
- Bernd Joachim von Küssow (1687–1743), preußischer Landrat des Kreises Pyritz[3]
- Erasmus Ernst Friedrich von Küssow (1692–1757), kurtrierer Kammerherr, kaiserlicher Wirklicher Geheimer Rat und Kammerherr
- Joachim Friedrich von Küssow (1709–1777), preußischer Regierungsrat und Johanniterritter[4]
- Christian Friedrich von Küssow (1721–1758), preußischer Landrat im Kreis Soldin
- Joachim Balthasar von Küssow († nach 1752), preußischer Landrat